# Great Altcar
Great Altcar – wieś w Anglii, w hrabstwie Lancashire, w dystrykcie West Lancashire. Leży 53 km na zachód od miasta Manchester i 300 km na północny zachód od Londynu.